# Антосик, Яков Иванович
Яков Иванович Антосик — советский хозяйственный, государственный и политический деятель, Герой Социалистического Труда.

## Биография
Родился в 1903 году в деревне Александровка Ачинского уезда Енисейской губернии. Член КПСС.
С 1920 года — на хозяйственной, общественной и политической работе. В 1920—1968 гг. — работник в собственном хозяйстве, колхозник, звеньевой, председатель колхоза «Красный пахарь» Берёзовского района Красноярского края, работник трудового фронта во время Великой Отечественной войны, председатель колхоза «Красный пахарь» Берёзовского района Красноярского края.
Указом Президиума Верховного Совета СССР от 1 июня 1949 года присвоено звание Героя Социалистического Труда с вручением ордена Ленина и золотой медали «Серп и Молот».
Умер после 1968 года.